# Шумилов, Иван Петрович
Иван Петрович Шумилов (1919—1987) — советский военный лётчик, полковник, Герой Советского Союза.

## Биография
Родился 28 мая 1919 года в селе Михайловка (ныне — Лебединского района Сумской области) в семье рабочего. Украинец. Член КПСС с 1943 года. Окончил 7 классов и школу ФЗУ. Работал слесарем на металлургическом заводе имени П. Л. Войкова в Керчи. Одновременно учился в аэроклубе. В РККА с 1937 года. Окончил 1-ю Качинскую военную авиационную школу лётчиков имени А. Ф. Мясникова в 1938 году.
Участник Великой Отечественной войны с июня 1941 года. Воевал под Москвой. Летал на штурмовку и прикрытие наземных войск. 2 декабря 1941 года в воздушном бою у реки Истры реактивными снарядами сбил сразу два бомбардировщика Ju-87.
4 января 1942 года возвращался в составе группы на свой аэродром после штурмовки позиций противника. В районе города Малоярославца он заметил вражескую колонну, которая двигалась по шоссе в сторону Медыни. Обстреляв вражескую колонну, вступил в бой с двумя истребителями Me-109. С одним из них пошёл на таран. Его подобрали пехотинцы 43-й армии и отправили в госпиталь.
К февралю 1942 года лейтенант Шумилов И. П. совершил 112 боевых вылетов, в воздушных боях сбил 7 самолётов противника и 2 в группе.
Указом Президиума Верховного Совета СССР «О присвоении звания Героя Советского Союза начальствующему составу войск противовоздушной обороны» от 4 марта 1942 года за «образцовое выполнение боевых заданий командования и проявленные при этом отвагу и геройство» удостоен звания Героя Советского Союза с вручением ордена Ленина и медали «Золотая Звезда» (№ 666).
Всего во время войны совершил 565 боевых вылетов, сбил по разным данным от 12 до 16 самолётов противника (например, есть данные о 12 личных и 4 групповых победах), но документально после февраля 1942 года победы лётчика не подтверждены.
После войны продолжал службу в ВВС, был штурманом полка. В 1955 году окончил Краснознамённую Военно-воздушную академию. После академии служил старшим штурманом дивизии, командиром полка, заместителем командира дивизии. С 1961 года полковник Шумилов — в запасе. 
Жил в Москве. Работал лётчиком-инструктором ГВФ, затем заместителем начальника по лётной службе на лётно-испытательной станции. 
Награждён орденами Ленина, Красного Знамени, Отечественной войны 1 степени, двумя орденами Красной Звезды, медалями.

Могила Шумилова на Кунцевском кладбище Москвы

Умер 22 июня 1987 года. Похоронен на Кунцевском кладбище.